# Underground V2.0
Underground V2.0 is een ep, dat op 18 november 2002 is uitgebracht door Linkin Park. De cd is exclusief voor leden van de Linkin Park Underground verkrijgbaar na vernieuwing van het jaarlijkse termijn. Het is de tweede editie van de Underground.

## Achtergrondinformatie
Deze ep is de eerste met nieuw materiaal. De vorige editie was een heruitgave van de ep Hybrid Theory. A.06 is een demo uit de opnamesessies van tweede studioalbum Meteora uit 2003. Het is een korte instrumentale metalnummer. Een langere versie werd op Linkin Park Underground 7.0 uitgegeven als A-Six (Original Long Version 2002) en klokt drie minuten en 52 seconden. A.06 is slechts enkele malen live uitgevoerd. 
With You is oorspronkelijk afkomstig van het album Hybrid Theory. Deze live-uitvoering werd opgenomen in de Docklands Arena in Londen op 16 september 2001. Hetzelfde geldt voor High Voltage. De titel op de tracklist is in feite incorrect, aangezien het hier om de door Mike Shinoda geremixte versie van het nummer gaat, dat op de B-kant van de bands eerste single One Step Closer staat. Het origineel staat op de ep Hybrid Theory en verschilt significant van de remix. Het origineel van Pts.OF.Athrty staat op het remixalbum Reanimation uit 2002. Deze versie al geremixt door Jay Gordon van de Orgy. Deze remix is weer geremixt door Crystal Method. Dedicated (1999) is een demo waar weinig informatie over bestaat. My December werd geschreven door Chester Bennington en Shinoda voor op Kevin & Bean - The Real Slim Santa en staat ook op de speciale editie van Hybrid Theory en als B-kant op One Step Closer.

## Tracklist
Alle muziek en teksten zijn geschreven door Linkin Park. 
| 1.                 | A.06                                                             | 00:56 |
| 2.                 | With You (live) (afkomstig van Hybrid Theory)                    | 03:22 |
| 3.                 | Pts.OF.Athrty (Crystal Method Remix) (afkomstig van Reanimation) | 04:57 |
| 4.                 | Dedicated (Demo 1999)                                            | 03:11 |
| 5.                 | High Voltage (live) (afkomstig van Hybrid Theory)                | 04:02 |
| 6.                 | My December (afkomstig van Hybrid Theory)                        | 04:19 |
| Totale duur: 22:25 |                                                                  |       |

## Personeel
Linkin Park
- Chester Bennington: leadvocalen, achtergrondvocalen
- Rob Bourdon: drum, percussie
- Brad Delson: leadgitaar
- Dave "Phoenix" Farrell: basgitaar, contrabas
- Joe Hahn: turntables, samples
- Mike Shinoda: ritmisch gitarist, leadvocalen, achtergrondvocalen, producer, mixer, remixer, MC, piano, synthesizer

Productie
- Mike Shinoda: producer, pro-tools
- Don Gilmore: producer
- Mr. Colson: mixer van With You (live) en High Voltage (live)
- The Dust Brothers: co-schrijvers van With You
- The Crystal Method: remixers